# Constituția României din 1948
Constituția din 1948 a fost prima constituție a guvernării comuniste din România. 

Stema României adoptată de Constituția din 1948.

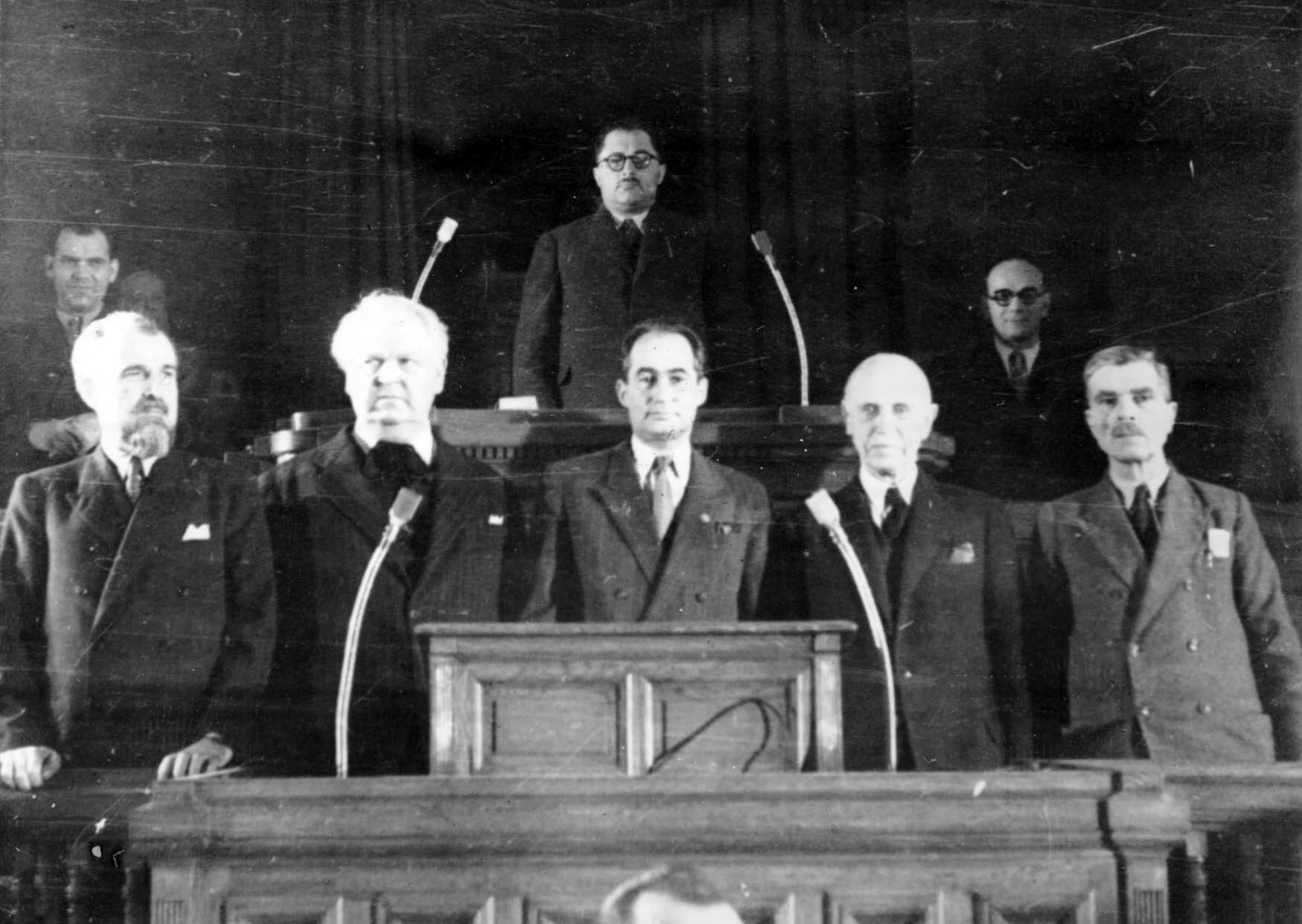
Prezidiumul Provizoriu al MAN în 1948, format din Ștefan Voitec, Mihail Sadoveanu, Gheorghe Stere, Constantin Ion Parhon, și Ion Niculi.

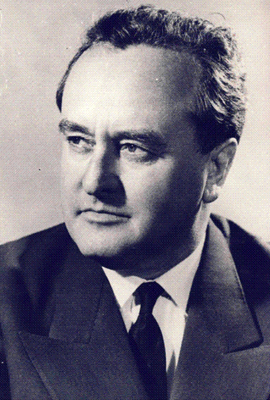
Avram Bunaciu

Constituția din 1948 a introdus „lupta de clasă”, a creat cadrul constituțional pentru aplicarea modelul economic socialist al economiei planificate, și a restructurat autoritatea legislativă.

## Context
România a fost o monarhie constituțională din 1866. Parlamentul, format din Adunarea Deputaților și Senat, avea autoritatea legislativă. Durata sesiunii parlamentare, timp în care se deliberau diferite proiecte de legi, era stabilită de constituție la trei luni pe an în 1866 și la cinci luni pe an în 1923. 
Constituția din 1923 a fost suspendată între 5 septembrie 1940 și septembrie 1944, a reintrat parțial în vigoare în septembrie 1944, dar a fost abrogată prin decret la 30 decembrie 1947. 
Adunarea Deputaților s-a autodizolvat la 25 februarie 1948 și a fost înlocuită de o Mare Adunare Națională (MAN) aleasă la 28 martie 1948. Noua constituție a fost aprobată de MAN la 13 aprilie 1948 și adoptată în aceeași zi printr-un decret semnat de Președintele Prezidiumului C. I. Parhon, Secretarul Prezidiumului Gheorghe Stere, Președintele Consiliului de Miniștri, dr. Petru Groza, și de ministrul justiției, Avram Bunaciu. 

## Lupta de clasă
Constituția a creat două clase de cetățeni, „clasa muncitoare” și ceilalți, și a declarat o „luptă” între cele două clase:
„ … lupta dusă de popor, în frunte cu clasa muncitoare …”
În contrast, clase de cetățeni au fost interzise de toate constituțiile anterioare:
„ Nu există în Stat nici o deosebire de clasă. ”
„ Nu se admite în Stat nici o deosebire de naștere sau de clase sociale.  ”
„ Nu se admite în Statul Român nici o deosebire de clasă socială. ”
Lupta de clasă este dusă de parchet , care este însărcinat cu
„ urmărirea si pedepsirea crimelor împotriva ordinei și libertății democratice ”
Asta a dus la începerea din 1948 a epurărilor în învățământ și la arestarea și închiderea a foști miniștri, secretari de stat, prefecți, membri ai parlamentului, etc. 
Cetățenii români nu mai sunt egali în fața legii. De exemplu, doar cei din clasa muncitoare beneficiază de unele libertăți. 

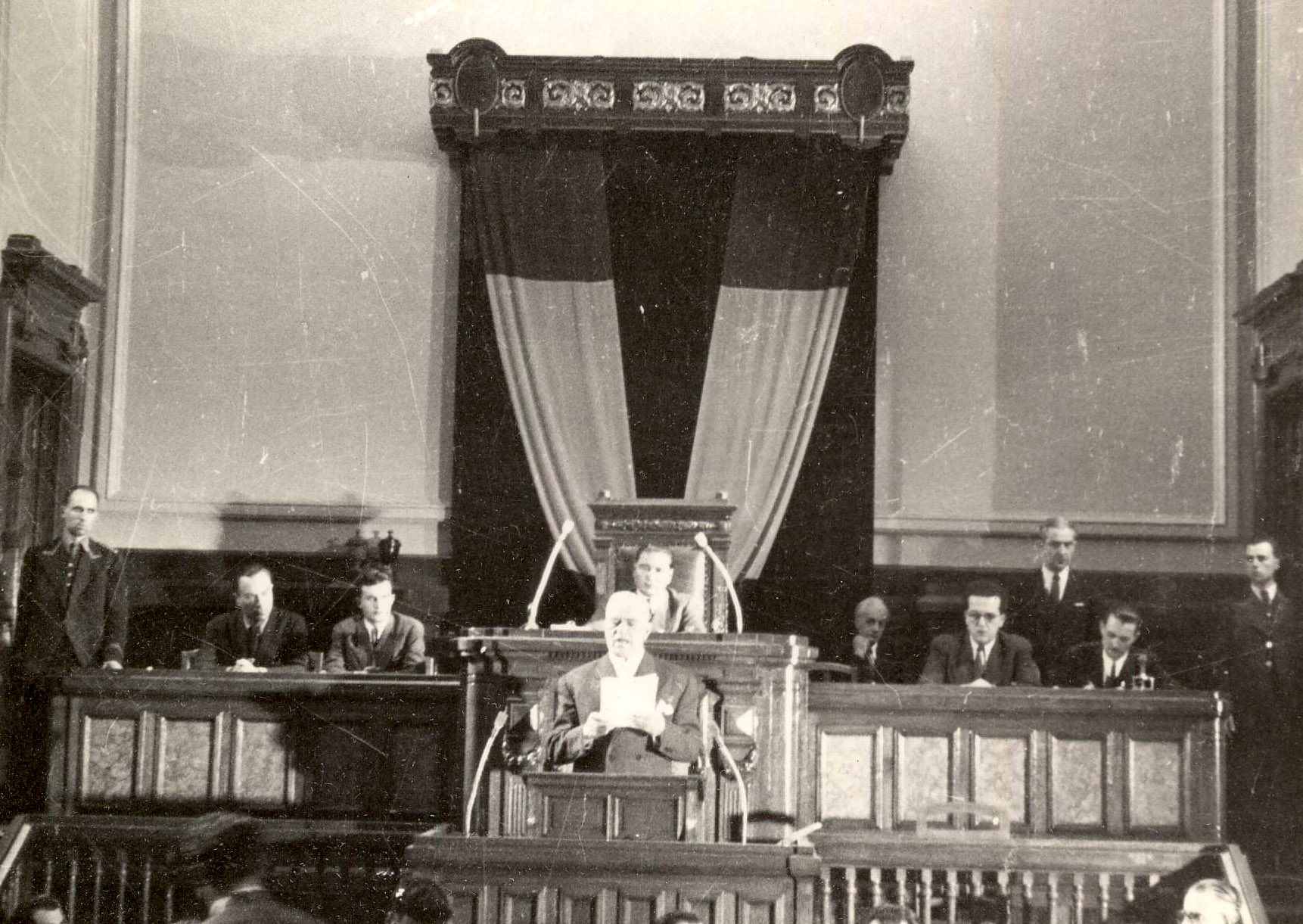
Biroul provizoriu al Marii Adunări Naționale, în timpul discutării și votării Constituției din 1948. Vorbește Petre Groza, în spatele lui este Gheorghe Apostol. Nicolae Ceaușescu este așezat la masă al doilea din stânga. MAN se întrunea în Palatul Marii Adunări Naționale, acum Palatul Patriarhiei.

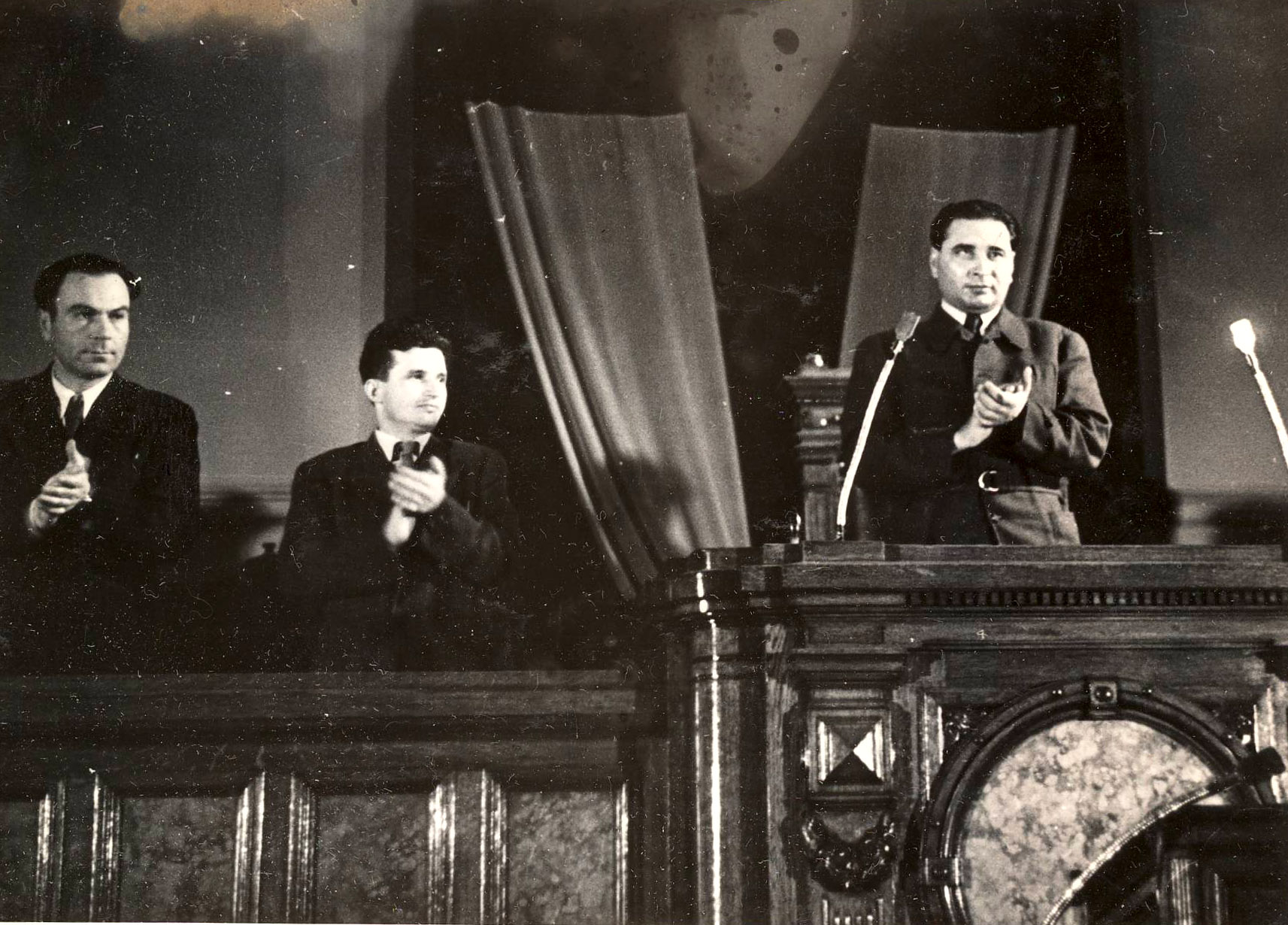
Nicolae Ceaușescu, membru al Biroului provizoriu al Marii Adunări Naționale, în timpul discutării și votării Constituției din 1948.

„ Libertatea presei, a cuvântului, a întrunirilor, meetingurilor, cortegiilor și manifestațiilor este garantată. Exercitarea acestor drepturi este asigurată prin faptul că mijloacele de tipărire, hârtia și locurile de întrunire sunt puse la dispoziția celor ce muncesc.  ”

## Modelul economic socialist de planificare centralizată
Alte articole din constituție au făcut posibile  naționalizarea din iunie 1948 și  colectivizarea din perioada 1949-62.
„ Statul îndrumează și planifică economia națională.   ”
„ Când interesul general cere, mijloacele de producție, băncile și societățile de asigurare, care sunt proprietate particulară a persoanelor fizice sau juridice, pot deveni proprietatea Statului, adică bun al poporului, în condițiunile prevăzute de lege. ”

## Restructurarea autorității legislative
Autoritatea legislativă este restructurată, combinând tendințele autoritare ale Constituției din 1938 cu modelul sovietic. 
MAN este un corp unicameral, cu aproximativ 400 de membri, care se întâlneau de câteva ori pe an când erau convocați, pentru a adopta legi la propunerea guvernului sau a unei cincimi de deputați . 
Ca și în constituția din 1938, importanța adunării legislative este redusă prin neprecizarea duratei sesiunilor. Între sesiuni, autoritatea este transferată unui Prezidiu MAN, format din 19 membri, cu un președinte care preia atribuțiile unui șef de stat. 
MAN nu a fost un parlament. Normele alegerii deputatilor nu sunt specificate în Constituția din 1948 , dar Constituția din 1952 va face clar că MAN este formată exclusiv din reprezentanți ai „organizațiilor oamenilor muncii”. 